# Cardoncelle
Carduncellus mitissimus
Espèce
Classification phylogénétique
Synonymes
- Carthamus mitissimus L.

La cardoncelle ou petit chardon sans épines (Carduncellus mitissimus) est une espèce de plante à fleurs de la famille des Astéracées (ou Composées) et du genre Carduncellus.

## Noms Vernaculaires
Cardoncelle sans épines, Cardoncelle molle, Cardoncelle douce, Mitine ou Petit Chardon sans épines.

## Description
C'est une plante vivace basse acaule, dont la tige mesure moins de 20cm[réf. nécessaire].
Les feuilles, en rosette sont dentées et se terminent en pointe non piquante.  Les fleurs, bleues, en tube donnent des fruits surmontés d'une aigrette. La floraison a lieu de mai à juillet.

## Habitat et répartition
Elle affectionne les pelouses sèches sur sol acide ou marneux, et les clairières des bois de chênes verts.
Elle est présente dans 31 départements français, principalement dans le sud-ouest de la France, de la région Poitou-Charentes au Midi-Pyrénées. Elle est protégée en région Bourgogne.